# Calceolaria velutinoides
Calceolaria velutinoides är en toffelblomsväxtart som beskrevs av Edwin. Calceolaria velutinoides ingår i släktet toffelblommor, och familjen toffelblomsväxter. Inga underarter finns listade i Catalogue of Life.